# Cakov (okres Rimavská Sobota)
Cakov je obec na Slovensku v okrese Rimavská Sobota.

## Kultura a zajímavosti

### Památky
- Reformovaný kostel, stavba z roku 1797 která prošla přestavbou v roce 1922.[3]
- Římskokatolický kostel, stavba původně z roku 1835, přestavěna v roce 1931. Věž je součástí kostela.[4]